# John Troup Shewmake
John Troup Shewmake (* 23. Januar 1828 im  Burke County, Georgia; † 1. Dezember 1898 in Augusta, Georgia) war ein US-amerikanischer Jurist und Politiker.

## Werdegang
John Troup Shewmake, Sohn von Anna Lassister und Joseph Shewmake (1779–1838), einem Plantagenbesitzer, wurde 1828 im Burke County geboren. Sein Vater war ein Sklavenhalter, welcher 1830 29 Sklaven besaß. Sein Bruder, Joseph Allen Shewmake (1816–1889), besaß 1840 23 Sklaven, welche er wahrscheinlich von ihrem Vater erbte. 1850 waren es bereits 33 Sklaven. Die Shewmakes betrieben eine eigne Eisenverhüttung bei Alexander (Burke County).
Über die Jugendjahre von John Troup Shewmake ist nichts bekannt. Irgendwann studierte er Jura und begann nach dem Erhalt seiner Zulassung als Anwalt zu praktizieren. Am 18. Dezember 1850 heiratete er Penelope Elizabeth Jones (1831–1901), jüngste Tochter von Henry Philip Jones aus Birdsville (Jenkins County). Das Paar bekam acht Kinder: Lena, Troup, William, Anne Virginia (1854–1927), Marshall Augustus (* 1855), Burke (* 1859), Henry Philip (* 1864) und Claude (* 1866). Shewmake bekleidete irgendwann auch das Richteramt. Er saß 1861 und 1879 im Senat von Georgia. Während des Bürgerkrieges diente er von 1864 bis 1865 im zweiten Konföderiertenkongress. Wahrscheinlich nahm er nach dem Ende des Krieges seine Tätigkeit als Jurist wieder auf. Er verstarb in Augusta (Richmond County) und wurde dann dort auf dem Magnolia Cemetery beigesetzt.